# Wolf-Williams FW05
Wolf-Williams FW05 - гоночный автомобиль Формулы-1, использовавшийся командой Wolf-Williams Racing в сезоне 1976 года. Является развитием модели Hesketh 308C, которую команда унаследовала после покупки активов Hesketh Racing.
Команда была создана канадским бизнесменом Уолтером Вольфом, который приобрёл активы Hesketh Racing, находившейся в финансовом кризисе. Для управления проектом Вольф пригласил Фрэнка Уильямса, основателя команды Williams, которая на тот момент тоже испытывала финансовые трудности. Так была образована команда Wolf-Williams Racing.
Модель FW05 была модернизированной версией Hesketh 308C, разработанной ещё в конце 1975 года инженером Харви Постлтуэйтом. После перехода в новую команду автомобиль подвергли лишь минимальным доработкам, что сделало его устаревшим уже на момент начала сезона 1976 года.
Машина комплектовалась классическим для тех лет атмосферным двигателем Ford Cosworth DFV V8, объёмом 3 литра, который был стандартом для многих частных команд. FW05 оснащался 5-ступенчатой коробкой передач Hewland и шинами Goodyear.
Несмотря на амбиции владельцев, Wolf-Williams FW05 оказался неконкурентоспособным по сравнению с машинами других команд. Постоянные технические неисправности, проблемы с надёжностью и аэродинамикой не позволяли FW05 бороться за очки. Лучший результат — 7-е место — не принес команде очков, так как в те годы очки начислялись только первым шести финишировавшим.
Пилотами FW05 в разные этапы сезона выступали Жаки Икс, Мишель Ле Клерк и Артуро Мерцарио, однако даже их опыт не помог существенно улучшить результаты.
В конце сезона 1976 года Уолтер Вольф выкупил долю Фрэнка Уильямса, после чего команда была переименована в Walter Wolf Racing. Фрэнк Уильямс ушёл и вскоре основал собственную команду — Williams Grand Prix Engineering, которая впоследствии стала одним из лидеров Формулы-1.
Таким образом, Wolf-Williams FW05 стал переходным звеном между двумя разными проектами: окончанием истории Hesketh и началом новой эры, приведшей к созданию команды Williams.

## История создания
После финансовых трудностей Hesketh Racing в конце 1975 года команда оказалась на грани закрытия. Канадский бизнесмен Уолтер Вольф, интересовавшийся автоспортом, увидел в этом возможность для создания собственной команды в Формуле-1. В начале 1976 года он выкупил активы Hesketh Racing, включая оборудование, автомобили, технический персонал и права на шасси Hesketh 308C.
Для управления новым проектом Вольф пригласил Фрэнка Уильямса, владельца struggling-команды Williams, которая на тот момент также испытывала финансовые проблемы. Так появилась новая структура — Wolf-Williams Racing, формально британская команда с канадским капиталом.
Одним из приобретений стала модель Hesketh 308C, спроектированная ранее инженером Харви Постлтуэйтом. После покупки автомобиль подвергли минимальным модификациям: были изменены аэродинамические элементы, проведена адаптация под новую раскраску и спонсорские контракты. Однако с технической точки зрения FW05 мало чем отличался от оригинального Hesketh 308C.
Wolf-Williams FW05 стал временным решением: команда планировала использовать его лишь до появления полностью новой машины. Однако нехватка времени, ограниченные ресурсы и организационные проблемы не позволили быстро разработать конкурентоспособное шасси. Таким образом, FW05 пришлось использовать дольше, чем планировалось, несмотря на его моральное и техническое устаревание по сравнению с машинами конкурентов.
В течение сезона 1976 года Wolf-Williams Racing испытывала серьёзные трудности — как на трассе, так и за её пределами. Слабые результаты и разногласия внутри руководства команды в конечном итоге привели к тому, что Уолтер Вольф выкупил долю Фрэнка Уильямса и полностью реорганизовал коллектив, положив начало Walter Wolf Racing.

## Сезон 1976
Wolf-Williams FW05 участвовал в первых гонках сезона Формулы-1 1976 года, но показывал крайне слабые результаты. Уже на старте сезона стало очевидно, что модернизированный Hesketh 308C, переименованный в FW05, не соответствует уровню конкурентов.
Основные проблемы машины:
- Частые сходы из-за технических неисправностей и поломок
- Проблемы с квалификацией — нередко пилоты FW05 не проходили квалификационный барьер
- Устаревшая конструкция — FW05 устарел как аэродинамически, так и по общей концепции
- Недостаток мощности и управляемости, особенно на быстрых трассах

Лучший результат был показан Артуро Мерцарио — 7-е место на Гран-при Бельгии в Зольдере. Однако в те годы очки начислялись только за места с 1-го по 6-е, поэтому команда осталась без очков.
В течение сезона за руль FW05 садились разные пилоты:
- Джеки Икс — опытный бельгийский гонщик, выступивший в нескольких первых этапах
- Мишель Ле Клерк — монегаск, провёл один этап, не сумев квалифицироваться
- Артуро Мерцарио — основной пилот во второй половине сезона, показал лучший результат

Также эпизодически FW05 доверяли Бобу Эвансу, Эмилио де Вильоте, Крису Нюггаарду и Гуннару Нильссону, но успехов добиться не удалось.
После Гран-при Австрии 1976 года стало окончательно понятно, что проект FW05 обречён. К концу сезона Уолтер Вольф выкупил долю Фрэнка Уильямса, команда была преобразована в Walter Wolf Racing, а Фрэнк Уильямс ушёл, чтобы основать собственную команду — будущего гранда Williams Grand Prix Engineering.
Таким образом, FW05 остался в истории Формулы-1 как символ переходного этапа между Hesketh Racing и будущим успехом Williams.

## Итоги[4]
После серии неудовлетворительных результатов Wolf-Williams FW05 был окончательно снят с гонок. Автомобиль оказался неконкурентоспособным как по техническим характеристикам, так и по надёжности. Попытки адаптировать устаревшую конструкцию Hesketh 308C к уровню Формулы-1 1976 года не увенчались успехом. Отсутствие очков, постоянные поломки и сходы поставили под сомнение будущее самой команды.
К концу 1976 года стало ясно, что для достижения успеха необходима кардинальная перестройка. В результате внутренних разногласий Уолтер Вольф выкупил долю Фрэнка Уильямса и реорганизовал команду, дав ей новое название — Walter Wolf Racing. Проект с участием Фрэнка Уильямса фактически завершился, однако это стало началом нового пути для обоих предпринимателей.
Фрэнк Уильямс вскоре основал собственную команду — Williams Grand Prix Engineering, которая дебютировала в Формуле-1 в сезоне 1977 года. Уже к началу 80-х годов Williams превратилась в одного из главных фаворитов чемпионата, выиграв многочисленные титулы среди пилотов и конструкторов.
В то же время Walter Wolf Racing также добилась успеха в короткий срок: уже в 1977 году команда сенсационно выиграла Гран-при Аргентины с пилотом Джоди Шектером, а по итогам сезона заняла 4-е место в Кубке конструкторов.
Таким образом, несмотря на провал проекта FW05, именно через этот переходный период сформировались две независимые команды — одна из которых, Williams, вошла в пантеон легенд Формулы-1.
Wolf-Williams FW05 остался в истории как символ смены эпох, завершения истории Hesketh Racing и начала пути Williams к чемпионским вершинам.